# Диродийтулий
Диродийтулий — бинарное неорганическое соединение
тулия и родия
с формулой Rh2Tm,
кристаллы.

## Получение
- Спекание стехиометрических количеств чистых веществ:

{\displaystyle {\mathsf {Tm+2Rh\ {\xrightarrow {T}}\ Rh_{2}Tm}}}

## Физические свойства
Диродийтулий образует кристаллы
кубической сингонии,
пространственная группа F d3m,
параметры ячейки a = 0,7416 нм, Z = 8,
структура типа магнийдимеди Cu2Mg (фаза Лавеса)
.